# Pietro Alessio Chini
Pietro Alessio Chini (Borgo San Lorenzo, 1800 – 1876) è stato un pittore e decoratore italiano, autodidatta. La sua attività fu seguita anche dai suoi discendenti che realizzarono la Manifattura Chini.

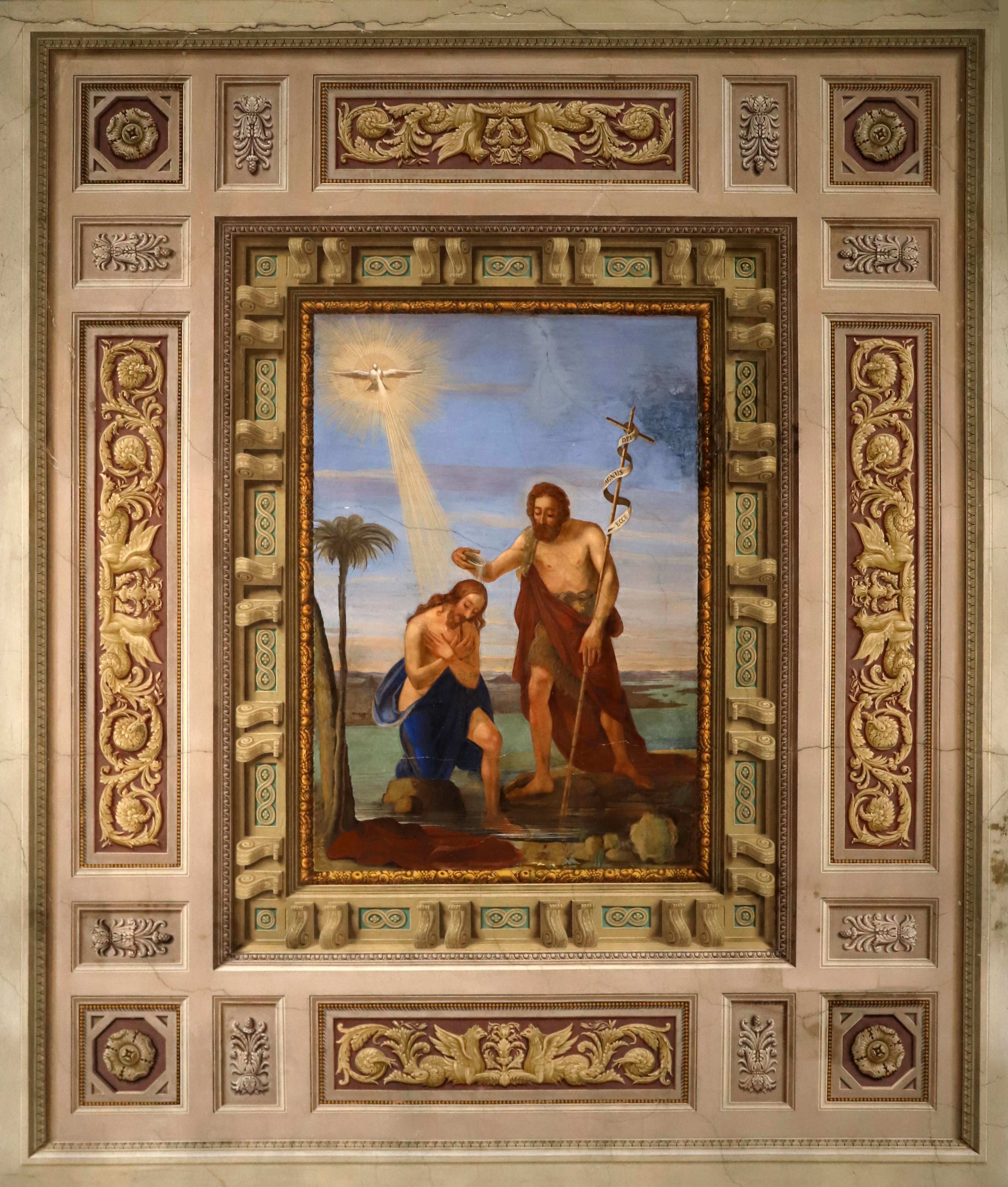
Battesimo di Cristo, 1843, San Giovanni Maggiore, Borgo San Lorenzo

Pietro Alessio Chini dipinse il Battesimo di Cristo, sulla volta centrale della Chiesa di San Giovanni Maggiore,  vicina a Panicaglia ed altre decorazioni, formate da un festone vegetale dorato con finte mensole prospettiche.
Il pittore decorò anche l'interno della Villa Pecori Giraldi, insieme a Pio Chini, suo figlio e ad Angiolino Romagnoli. La villa, appartenuta ai Conti Pecori fino dal 1748, fu ereditata nel 1980 dal comune di Borgo San Lorenzo, che ne ha fatto il Museo della Manifattura Chini.